# Pratt (Kansas)
Pratt – miasto w Stanach Zjednoczonych, w stanie Kansas, siedziba administracyjna hrabstwa Pratt.